# Station Wassenaar
Station Wassenaar was een spoorwegstation in Wassenaar aan de Hofpleinlijn. Het heeft dienstgedaan van 1 mei 1907 tot 4 oktober 1953.
Station Wassenaar was gelegen aan de ongelijkvloerse kruising van de spoorlijn met de Rijksstraatweg Den Haag-Leiden en kruiste tevens de Gele Tram (de toen gebruikelijke benaming voor HTM-tramlijn I²), die vanaf 1923 passagiers verder vervoerde naar het dorp Wassenaar zelf, en vanaf 1925 naar Leiden. In 1961 werd deze lijn opgeheven. 
Vanaf Wassenaar was er een rechtstreekse verbinding naar Rotterdam Hofplein in het centrum van Rotterdam. Veel mensen uit de top van het Rotterdamse bedrijfsleven verhuisden na 1908 naar Wassenaar en pendelden via de Hofpleinlijn naar hun werk.
Op 3 april 1943 werd de lijn naar Scheveningen op last van de Duitse bezetters gesloten. Vervolgens werd het spoor opgebroken. Pas in 1947 werd de lijn heropend. Er werd toen echter niet meer rechtstreeks naar Rotterdam gereden, maar uitsluitend naar of via station Den Haag HS. De verslechtering van de dienstverlening en de opkomst van de auto zorgden ervoor dat de lijn veel minder gebruikt werd dan voor de oorlog. Op 4 oktober 1953 werd de spoorlijn en het station opgeheven. Op een deel van het spoorwegtracé kwam de Landscheidingsweg te lopen. Tussen de Oude Waalsdorperweg en Scheveningen is het nu fietspad. Het laatste deel van het oorspronkelijke viaduct over de Rijksstraatweg is in 2002 gesloopt. Daarbij verdwenen ook de tunnels voor de tram die er in 1923 in gemaakt waren, als ook de voet van een bovenleidingmast die in 1961 "vergeten" was. 
0: Rotterdam Hofplein ·
1: Rotterdam Bergweg ·
3: Rotterdam Kleiweg (eerder: Schiebroek) ·
4: Rotterdam Wilgenplas ·
5: Berkel en Rodenrijs (eerder: Rodenrijs) ·
6: Berkel ·
8: Pijnacker ·
11: Nootdorp Oost ·
15: Veenweg ·
17: Leidschendam-Voorburg ·
19: Voorburg 't Loo ·
20: Den Haag Laan van NOI ·
22: Den Haag HS ·
22: Den Haag Centraal
Traject naar Scheveningen: 
23: Wassenaar ·
24: Renbaan-Achterweg ·
26: Waalsdorpscheweg ·
27: Wittebrug-Pompstation ·
28: Scheveningen
Alphen a/d Rijn ·
Arkel · 
Barendrecht · 
Bodegraven · 
Boskoop · 
-Snijdelwijk · 
Boven Hardinxveld · 
Capelle Schollevaar · 
De Vink · 
Delft · 
-Campus · 
Den Haag:
-Centraal · 
-HS ·
-Laan van NOI · 
-Mariahoeve · 
-Moerwijk · 
-Ypenburg · 
Dordrecht · 
-Stadspolders ·
-Zuid ·
Gorinchem · 
Gouda · 
-Goverwelle · 
Hardinxveld:
-Blauwe Zoom · 
-Giessendam · 
Hillegom · 
Lansingerland-Zoetermeer · 
Leiden:
-Centraal · 
-Lammenschans · 
Nieuwerkerk a/d IJssel · 
Rijswijk · 
Rotterdam:
-Alexander · 
-Blaak · 
-Centraal · 
-Lombardijen · 
-Noord · 
-Stadion · 
-Zuid · 
Sassenheim · 
Schiedam Centrum · 
Sliedrecht · 
-Baanhoek · 
Voorburg · 
Voorhout · 
Voorschoten ·
Waddinxveen · 
-Noord ·
-Triangel ·
Zoetermeer · 
-Oost · 
Zwijndrecht
Geplande stations:
Gorinchem Noord · Hazerswoude-Koudekerk · Schiedam Kethel
Voormalige stations: zie de lijst van voormalige spoorwegstations in Zuid-Holland